# Kenopia
Kenopia is een monotypisch geslacht van zangvogels uit de familie Pellorneidae. De wetenschappelijke naam van het geslacht is voor het eerst geldig gepubliceerd in 1869 door George Robert Gray. De enige soort is:
- Kenopia striata  – Gestreepte kenopia